# Petronella Keysers
Petronella Keysers, active à Bruges aux Pays-Bas espagnols en 1643, morte avant 1679, est une dramaturge néerlandaise. 

## Biographie
C'est grâce au hasard que Petronella Keysers est considérée de nos jours comme une poétesse. S'il n'est pas exclu qu'une édition de ses œuvres ait vu le jour de son vivant, aucun exemplaire n'est connu. L'ensemble de son œuvre est inséré dans un recueil dédié au directeur de l'hospice de Saint-Julien, Pieter van den Driessche, et paru à Bruges en 1679, toutefois sous le nom de son mari, Lambertus Vossius. 
En publiant Alle de Wercken (Les Œuvres complètes) de Lambertus Vossius, les éditeurs Jan-Baptist et Maximiliaan Clouwet veulent tirer profit de la renommée du défunt poète brugeois, les droits d'auteur étant inexistants à l'époque. Cependant, tout au plus un tiers du recueil peut être attribué à Vossius, et Buitendijk, en 1942, ne recense qu'une seule œuvre dont l'attribution à Vossius est incontestable. Le reste a été trouvé çà et là, entre autres dans l'œuvre de son parrain littéraire, Olivier de Wree, dans celle d'un poète d'Ypres, Jacob de Clerck, et dans celle de l'épouse de Vossius, Petronella Keysers. Des auteurs tels que Hooft et Bredero se plaignent de ce genre de plagiat, fréquent à l'époque. Une façon de lutter contre le plagiat est, pour les imprimeurs, d'essayer d'obtenir des privilèges ou des licences officiels, mais ceux-ci ne sont généralement accordés que par et pour une seule ville.

## Hemel-Spraecken
Alle de Wercken reprend une série de quatre dialogues scéniques en rimes de Keysers, avec les airs accompagnants, appelés Hemel-Spraecken (Débats célestes, qui sont des dialogues entre les habitants du ciel, même si les pièces comprennent aussi des passages comiques).  Cette série a été jouée au milieu du XVIIe siècle à Bruges, à l'occasion de la procession annuelle du Saint-Sang, où le texte est déclamé sur le char représentant le ciel.  Les données contenues dans un poste de dépense des comptes de 1643 de la ville de Bruges confirment l'attribution à Keysers : les documents précisent qu'à Petronella Keysers, épouse de Lambertus Vossius, a été accordée une somme de trois livres six shillings à titre de compensation pour des copies du « Brughsche Hemel-Spraeck ».  Il s'agit ici d'exemplaires de l'édition perdue, les tirages d'œuvres de circonstance étant peu élevés à l'époque.  
Ces quatre Hemel-Spraecken étaient donc de vraies œuvres littéraires spécialement conçues, entre 1641 et 1644, pour le char du ciel de la procession annuelle en l'honneur de la relique du Saint Sang, étant, par la sorte, un véhicule de la culture de spectacle de la Contre-Réforme.  On connaît d'ailleurs des dialogues d'autres auteurs composés pour des processions annuelles.  Certains personnages réapparaissent chaque année dans les pièces : Dieu le Père, son Fils, Marie, des anges et des personnifications allégoriques, comme les vierges des villes.  Les sujets précis des pièces sont toujours les mêmes : le culte du Saint Sang à Bruges ; cependant, l'évolution des circonstances fait que, chaque année, on trouve des variations sur le thème.  Dans les années 1640, la menace très réelle et terrible posée par l'alliance militaire entre les armées catholiques françaises et celles des Républicains constitue le thème principal.  Dans les pièces de Keysers, les dialogues relèvent de la plus pure propagande : les mots pathétiques de la personnification de la Flandre, prononcés dans les rues animées de Bruges, doivent encourager le public à se solidariser et à résister.  Non seulement les intérêts espagnols, mais également ceux de Bruges et de toute la Flandre, sont en jeu et la religion catholique romaine est menacée par les hérétiques.  Un an plus tard, en 1644, il en faut peu pour que le commandant espagnol, Cantelmo, redouté par les « hérétiques », soit responsable d'un renversement des rôles.  
Le style vif et pamphlétaire des alexandrins de Keysers trahit le talent d’une poétesse engagée.  Ayant accolé l'étiquette de poète éloquent (« zoetvloeienden Poëet ») à Vossius, les frères Clouwet auraient pu faire de même à l'égard de Keysers.  Elle prend sans aucun doute une place dans les rangs des défenseurs de la Contre-Réforme, aux côtés d'écrivaines telles qu'Anna Bijns ou Katharina Boudewijns.  
L'emploi de mots considérés comme caractéristiques du dialecte de Bois-le-Duc ont amené Buitendijk à suggérer que Petronella était originaire de cette ville, et que Joachim Keysers (1604-1676), natif de la même ville brabançonne, et connu comme poète latin, serait un membre de la famille.  Buitendijk trouve des exemples de l'idiome hollandais dans les pièces de Petronella et croit qu'elle a connu les œuvres de Cats et de Huygens.

## Ressources

### Œuvre
- (nl) Vossius, Lambertus.  Alle de wercken van Lambertus Vossius, bestaende in seer aerdige, ende curieuse dichten, te weten: Alle de vermaerde oorlogh-stucken, ende daeden van den graeve van Buquoy; Aerme lieden kermis binnen Ghendt; Fyghesnoeper; Bacchus cort-ryck; Sinne-merck van de vlieghe in de keirsse; Venus-ban; Bacchus beeldt; Zoylus wynckel; Brughsche avont-leute; Hemel-spraecken vanden Brughschen H. Bloedt-dagh, vande jaeren 1641, 42, 43 en 44; Houwelickx haeft berauw; benevens veel diversche curieuse menghel-dichten (éd. Jan Baptist Clouwet et Maximiliaan Clouwet), Bruges, ghedruckt by de weduwe ende erff-ghenaemen van Joannes Clouwet, 1679, 336 p.

### Sources
- (nl) Buitendijk, Willem Jan Cornelis.  Het calvinisme in de spiegel van de Zuidnederlandse literatuur der Contra-Reformatie, Groningue / Batavia, J.B. Wolters' Uitgevers-Maatschappij, 1942, p. 315-319.
- (nl) Van Gemert, Lia (réd. Gouden Eeuw).  Petronella Keysers - een weggemoffelde dichteres 1643 (actief in Brugge) voor 1679, en ligne, réf. du 20 janvier 2014, [www.literatuurgeschiedenis.nl].